# Alexandr Gusev
Alexandr Vladimirovič Gusev, rusky Александр Владимирович Гусев, (21. ledna 1947 Moskva – 22. července 2020, Moskva) byl ruský hokejový obránce.

## Reprezentace

### SSSR
S reprezentací Sovětského svazu získal v letech 1973 a 1974 titul mistra světa a v roce 1976 zlatou medaili na ZOH v Innsbrucku. V roce 1972 nastoupil v sérii utkání s výběrem kanadské NHL a v roce 1976 reprezentoval Sovětský svaz na Kanadském poháru.

## Klubová kariéra
V nejvyšší sovětské soutěži hrál za CSKA Moskva a SKA Leningrad. S CSKA Moskva získal devět mistrovských titulů.

### Klubové statistiky
| Sezona  | Klub          | Soutěž | Základní část | Základní část | Základní část | Základní část | Základní část |
| Sezona  | Klub          | Soutěž | Z             | G             | A             | B             | TM            |
| ------- | ------------- | ------ | ------------- | ------------- | ------------- | ------------- | ------------- |
| 1965/66 | CSKA Moskva   | SSSR   | 4             | 0             | 0             | 0             | 6             |
| 1967/68 | CSKA Moskva   | SSSR   | 4             | 4             | 0             | 4             | 0             |
| 1968/69 | CSKA Moskva   | SSSR   | 22            | 1             | -             | -             | -             |
| 1969/70 | CSKA Moskva   | SSSR   | 42            | 9             | -             | -             | -             |
| 1970/71 | CSKA Moskva   | SSSR   | 35            | 7             | 7             | 14            | -             |
| 1971/72 | CSKA Moskva   | SSSR   | 25            | 5             | 1             | 6             | 26            |
| 1972/73 | CSKA Moskva   | SSSR   | 23            | 7             | 7             | 14            | 24            |
| 1973/74 | CSKA Moskva   | SSSR   | 23            | 5             | 1             | 6             | 40            |
| 1974/75 | CSKA Moskva   | SSSR   | 32            | 9             | 15            | 24            | 42            |
| 1975/76 | CSKA Moskva   | SSSR   | 36            | 10            | 12            | 22            | 36            |
| 1976/77 | CSKA Moskva   | SSSR   | 23            | 2             | 2             | 4             | 10            |
| 1977/78 | CSKA Moskva   | SSSR   | 12            | 4             | 0             | 4             | 0             |
| 1978/79 | SLA Leningrad | SSSR   | 29            | 1             | 8             | 9             | 28            |